# Tour of the Universe: Barcelona 20/21.11.09
Tour of the Universe: Barcelona 20/21.11.09 es un álbum en directo del grupo inglés de música electrónica, Depeche Mode (David Gahan, Martin Gore, Andrew Fletcher), dirigido por Russell Thomas, publicado en doble DVD y Blu-ray Disc en 2010.
Fue su cuarto álbum en directo publicado en DVD. Como su nombre indica, contiene material de dos conciertos realizados el 20 y 21 de noviembre de 2009 en el Palau Sant Jordi de la ciudad de Barcelona, en Cataluña, España, correspondientes a la gira Tour of the Universe con motivo del álbum Sounds of the Universe de ese mismo año, un segundo disco con material adicional, así como dos CD con el concierto en versión solo de audio.
El álbum apareció en tres ediciones, la versión estándar en DVD y dos CD de audio, la versión de lujo en dos DVD y los dos CD, así como versión en doble Blu-ray Disc. Fue el primer material de DM publicado en Blu-ray Disc.

## Edición estándar
| DVD 1 - Tour of the Universe: Barcelona 20/21.11.09 |                                                                                       |          |  |
| N.º                                                 | Título                                                                                | Duración |  |
| 1.                                                  | «In Chains» (en vivo en Barcelona en 2009)                                            | 7:24     |  |
| 2.                                                  | «Wrong» (en vivo en Barcelona en 2009)                                                | 3:25     |  |
| 3.                                                  | «Hole to Feed» (en vivo en Barcelona en 2009)                                         | 4:32     |  |
| 4.                                                  | «Walking in My Shoes» (en vivo en Barcelona en 2009)                                  | 6:33     |  |
| 5.                                                  | «It's No Good» (en vivo en Barcelona en 2009)                                         | 5:30     |  |
| 6.                                                  | «A Question of Time» (en vivo en Barcelona en 2009)                                   | 4:37     |  |
| 7.                                                  | «Precious» (en vivo en Barcelona en 2009)                                             | 4:54     |  |
| 8.                                                  | «Fly on the Windscreen» (en vivo en Barcelona en 2009)                                | 5:40     |  |
| 9.                                                  | «Jezebel» (en vivo en Barcelona en 2009)                                              | 4:26     |  |
| 10.                                                 | «Home» (en vivo en Barcelona en 2009; en versión acústica solo con piano)             | 5:38     |  |
| 11.                                                 | «Come Back» (en vivo en Barcelona en 2009)                                            | 6:03     |  |
| 12.                                                 | «Policy of Truth» (en vivo en Barcelona en 2009)                                      | 5:18     |  |
| 13.                                                 | «In Your Room» (en vivo en Barcelona en 2009, en su forma Zephyr Mix)                 | 5:40     |  |
| 14.                                                 | «I Feel You» (en vivo en Barcelona en 2009)                                           | 6:47     |  |
| 15.                                                 | «Enjoy the Silence» (en vivo en Barcelona en 2009)                                    | 6:38     |  |
| 16.                                                 | «Never Let Me Down Again» (en vivo en Barcelona en 2009)                              | 8:22     |  |
| 17.                                                 | «Dressed in Black» (en vivo en Barcelona en 2009; en versión acústica solo con piano) | 3:55     |  |
| 18.                                                 | «Stripped» (en vivo en Barcelona en 2009)                                             | 5:18     |  |
| 19.                                                 | «Behind the Wheel» (en vivo en Barcelona en 2009)                                     | 5:11     |  |
| 20.                                                 | «Personal Jesus» (en vivo en Barcelona en 2009)                                       | 7:02     |  |
| 21.                                                 | «Waiting for the Night» (en vivo en Barcelona en 2009; en versión minimalista)        | 7:23     |  |
| 22.                                                 | «Créditos» (así aparece, en pista separada)                                           |          |  |

| Temas adicionales |                                                          |          |  |
| N.º               | Título                                                   | Duración |  |
| 1.                | «World in My Eyes» (en vivo en Barcelona en 2009)        | 5:18     |  |
| 2.                | «Sister of Night» (en vivo en Barcelona en 2009)         | 5:42     |  |
| 3.                | «Miles Away/The Truth is» (en vivo en Barcelona en 2009) | 4:18     |  |
| 4.                | «One Caress» (en vivo en Barcelona en 2009)              | 3:52     |  |

Créditos
Russell Thomas - dirección
David Gahan - vocales
Martin Gore - guitarra, vocales y teclados
Andrew Fletcher - teclados
Christian Eigner - batería y teclados
Peter Gordeno - teclados, incluyendo el modo piano, y apoyo vocal
Jim Parsons - producción
Julie Jakobek - producción ejecutiva por JA Digital
Jonathan Kessler - producción ejecutiva por Baron Inc
Daniel Miller - producción ejecutiva por Mute
John Moule - producción ejecutiva por Mute
La mayoría de los temas fueron compuestos por Martin Gore, excepto Hole to Feed, Come Back, así como Miles Away/The Truth is que fueron compuestos por David Gahan, Christian Eigner y Andrew Phillpott.

### Edición de lujo
Esta contiene un segundo disco con material adicional. La edición en Blu-ray Disc, sin embargo, no contiene los dos CD.

| DVD 2 – contenido adicional | |                               |          |  |
| N.º                         | Título                                                                                                 | Realizador                    | Duración |  |
| 1.                          | «'Most People Just Worry About Hitting the Right Note' – Inside the Universe» (documental de la gira)  | Philip M. Lane y Ross Hallard | 35:30    |  |
| 2.                          | «In Chains» (proyección del concierto)                                                                 | Anton Corbijn                 | 6:52     |  |
| 3.                          | «Walking in My Shoes» (proyección del concierto)                                                       | Anton Corbijn                 | 6:12     |  |
| 4.                          | «Precious» (proyección del concierto)                                                                  | Anton Corbijn                 | 5:10     |  |
| 5.                          | «Come Back» (proyección del concierto)                                                                 | Anton Corbijn                 | 5:52     |  |
| 6.                          | «Policy of Truth» (proyección del concierto)                                                           | Anton Corbijn                 | 5:07     |  |
| 7.                          | «Enjoy the Silence» (proyección del concierto)                                                         | Anton Corbijn                 | 6:46     |  |
| 8.                          | «Personal Jesus» (proyección del concierto)                                                            | Anton Corbijn                 | 4:51     |  |
| 9.                          | «Wrong» (ensayo)                                                                                       | Philip M. Lane y Ross Hallard | 3:36     |  |
| 10.                         | «Walking in My Shoes» (ensayo)                                                                         | Philip M. Lane y Ross Hallard | 6:18     |  |
| 11.                         | «Insight» (en vivo en Barcelona en 2009; en versión acústica solo con piano y cantada por Martin Gore) |                               | 4:41     |  |
| 12.                         | «Hole to Feed» (videomontaje)                                                                          | Rob Chandler                  | 4:04     |  |
| 13.                         | «Behind the Wheel» (videomontaje)                                                                      | Char Williams                 | 5:15     |  |
| 14.                         | «Never Let Me Down Again» (videomontaje)                                                               | Tom Palliser                  | 6:50     |  |
| 15.                         | «Wrong» (vídeo promocional)                                                                            | Patrick Daughters             | 3:24     |  |
| 16.                         | «Peace» (vídeo promocional)                                                                            | Jonas y Francois              | 3:59     |  |
| 17.                         | «Hole to Feed» (vídeo promocional)                                                                     | Eric Wareheim                 | 4:17     |  |
| 18.                         | «Fragile Tension» (vídeo promocional)                                                                  | Barney Steel y Rob Chandler   | 3:43     |  |

Los dos CD representan un álbum doble en directo conteniendo el mismo concierto del primer DVD en versión únicamente de audio, solo sin los temas adicionales.

| Tour of the Universe: Barcelona 20/21.11.09 CD 1 |                                                                           |          |  |
| N.º                                              | Título                                                                    | Duración |  |
| 1.                                               | «In Chains» (en vivo en Barcelona en 2009)                                | 8:13     |  |
| 2.                                               | «Wrong» (en vivo en Barcelona en 2009)                                    | 3:48     |  |
| 3.                                               | «Hole to Feed» (en vivo en Barcelona en 2009)                             | 4:10     |  |
| 4.                                               | «Walking in My Shoes» (en vivo en Barcelona en 2009)                      | 6:19     |  |
| 5.                                               | «It's No Good» (en vivo en Barcelona en 2009)                             | 5:10     |  |
| 6.                                               | «A Question of Time» (en vivo en Barcelona en 2009)                       | 4:36     |  |
| 7.                                               | «Precious» (en vivo en Barcelona en 2009)                                 | 4:44     |  |
| 8.                                               | «Fly on the Windscreen» (en vivo en Barcelona en 2009)                    | 5:35     |  |
| 9.                                               | «Jezebel» (en vivo en Barcelona en 2009)                                  | 4:47     |  |
| 10.                                              | «Home» (en vivo en Barcelona en 2009; en versión acústica solo con piano) | 6:39     |  |

| Tour of the Universe: Barcelona 20/21.11.09 CD 2 |                                                                                       |          |  |
| N.º                                              | Título                                                                                | Duración |  |
| 1.                                               | «Come Back» (en vivo en Barcelona en 2009)                                            | 6:05     |  |
| 2.                                               | «Policy of Truth» (en vivo en Barcelona en 2009)                                      | 5:14     |  |
| 3.                                               | «In Your Room» (en vivo en Barcelona en 2009)                                         | 5:26     |  |
| 4.                                               | «I Feel You» (en vivo en Barcelona en 2009)                                           | 6:04     |  |
| 5.                                               | «Enjoy the Silence» (en vivo en Barcelona en 2009)                                    | 7:12     |  |
| 6.                                               | «Never Let Me Down Again» (en vivo en Barcelona en 2009)                              | 8:24     |  |
| 7.                                               | «Dressed in Black» (en vivo en Barcelona en 2009; en versión acústica solo con piano) | 4:10     |  |
| 8.                                               | «Stripped» (en vivo en Barcelona en 2009)                                             | 5:20     |  |
| 9.                                               | «Behind the Wheel» (en vivo en Barcelona en 2009)                                     | 5:10     |  |
| 10.                                              | «Personal Jesus» (en vivo en Barcelona en 2009)                                       | 6:33     |  |
| 11.                                              | «Waiting for the Night» (en vivo en Barcelona en 2009; en versión minimalista)        | 7:48     |  |

## Datos
- No hubo variación de contenido entre las ediciones en DVD y en Blu-ray Disc, pero el Blu-ray no incluye los CD de audio.